# Charly Art
Charly Art (* 2003 in Bayern) ist ein deutscher Autor von Kinder- und Jugendliteratur.

## Leben
Charly Art ist ein Pseudonym, da der Autor Privates und Berufliches trennen möchte. Er wurde in Oberbayern geboren und wohnt in der Nähe von Würzburg.
Erste Geschichten schrieb er bereits als Kind und mit 12 Jahren begann er mit seinem ersten Roman. Die Idee bekam er auf  einer Klassenfahrt.  Sein Manuskript schickte er an den Kosmos-Verlag, welcher seinen Debütroman 2019 veröffentlichte.
Charly Art hat die Schule mit der Mittleren Reife abgeschlossen, plant aber sein Abitur nachzuholen.

## Auszeichnungen
- 2020 Goldener Bücherpirat für  Moonlight wolves: Das Geheimnis der Schattenwölfe[4]

## Werke
- Moonlight wolves: Das Geheimnis der Schattenwölfe. Kosmos, 2019, ISBN 978-3-440-16560-7
- Moonlight wolves: Das Rudel der Finsternis. Kosmos, 2020, ISBN 978-3-440-17056-4
- Moonlight wolves: Die letzte Schlacht. Kosmos, 2022, ISBN  978-3-440-17480-7